# Andrew Grant
Andrew Grant (ur. 22 kwietnia 1985 w Maryborough) – australijski siatkarz,  grający na pozycji środkowego w polskim zespole, reprezentant Australii. W sezonach 2005/06–2007/08 grał w polskim klubie Delecta Chemik Bydgoszcz.

## Sukcesy
- Mistrz Azji z reprezentacją Australii (2007)
- reprezentant Australii na męskim Pucharze Świata 2007 (8. miejsce)